# David Asser
David Asser (Amsterdam, 2 oktober 1961) is advocaat, voormalig acteur en voormalig scenarioschrijver van Nederlandse komaf. Samen met zijn oudste zus Joosje Asser beheert hij het oeuvre van wijlen zijn vader, Eli Asser. Hij bestiert een advocatenbureau in de Verenigde Staten.

## Biografie
David Asser is geboren als derde en laatste kind van Eli Asser en Eva Croiset, dochter van Hijman Croiset, de pater familias van wat een theaterfamilie is geworden. David heeft twee oudere zussen, Joosje (1947) en Hella (1949). Hun joodse ouders waren in de Tweede Wereldoorlog aan de Holocaust ontsnapt, wat zijn neerslag zou hebben op David en zijn zussen, de naoorlogse generatie.
In 1986 rondde hij zijn studie rechten af aan de Vrije Universiteit. Hetzelfde jaar nog vertrok hij naar de Verenigde Staten, alwaar hij gedurende twee jaar Film, Television and Theatre studeerde aan de Lee Strasberg Theatre and Film Institute in Los Angelos studeerde. In 1990 kwam hij terug naar Nederland voor een carrière in de theater-, film- en televisie-industrie. Zo werkte hij onder andere als scenarioschrijver aan Keyhole, een satirisch-humoristische showprogramma gepresenteerd door met name Wim Rijken. Deze show werd op het Engels-Italiaanse commerciële tv-station Super Channel uitgezonden. Enkele jaren later had hij als acteur een hoofdrol in het theaterstuk Speed-the-Plow, uitgevoerd in Stadsschouwburg Amsterdam. In die periode speelde hij ook bij het Haarlems Toneel als agent in De Spaanse Hoer van Hugo Claus. Voor het Haarlems Toneel speelde hij ook in het stuk Arcadia.
In de periode van 1996 tot 1999 was hij woordvoerder en persvoorlichter van de Nederlandse Ministerie van Justitie in Den Haag en internationaal beleidsadviseur voor de Immigratie- en Naturalisatiedienst. In 1999 emigreerde hij naar de VS, alwaar hij in de advocatuur actief is gebleven. Hj houdt zich als advocaat met name bezig met het recht rondom illegale immigratie.

## Varia
- David trad op zijn zesde reeds op. Hij speelde toen Pippeloentje bij de presentatie van een nieuwe serie kinderpostzegels, ontworpen door Wim Bijmoer.[14]
- In de film Echo’s van een oorlog, het geslacht Asser-Croiset (2016) geeft Asser met zijn oudste zus Joosje Asser zijn visie op wat zich rond hun vader, Eli Asser heeft afgespeeld, in respons op de documentaire Verlies Niet de Moed, gemaakt door zijn andere zus, Hella de Jonge.[15]